# Prasat Balangk
Prasat Balangk är ett distrikt i Kambodja.   Det ligger i provinsen Kompong Thom, i den centrala delen av landet, 170 km norr om huvudstaden Phnom Penh. Antalet invånare är 40 516.